# 아메데오 아보가드로

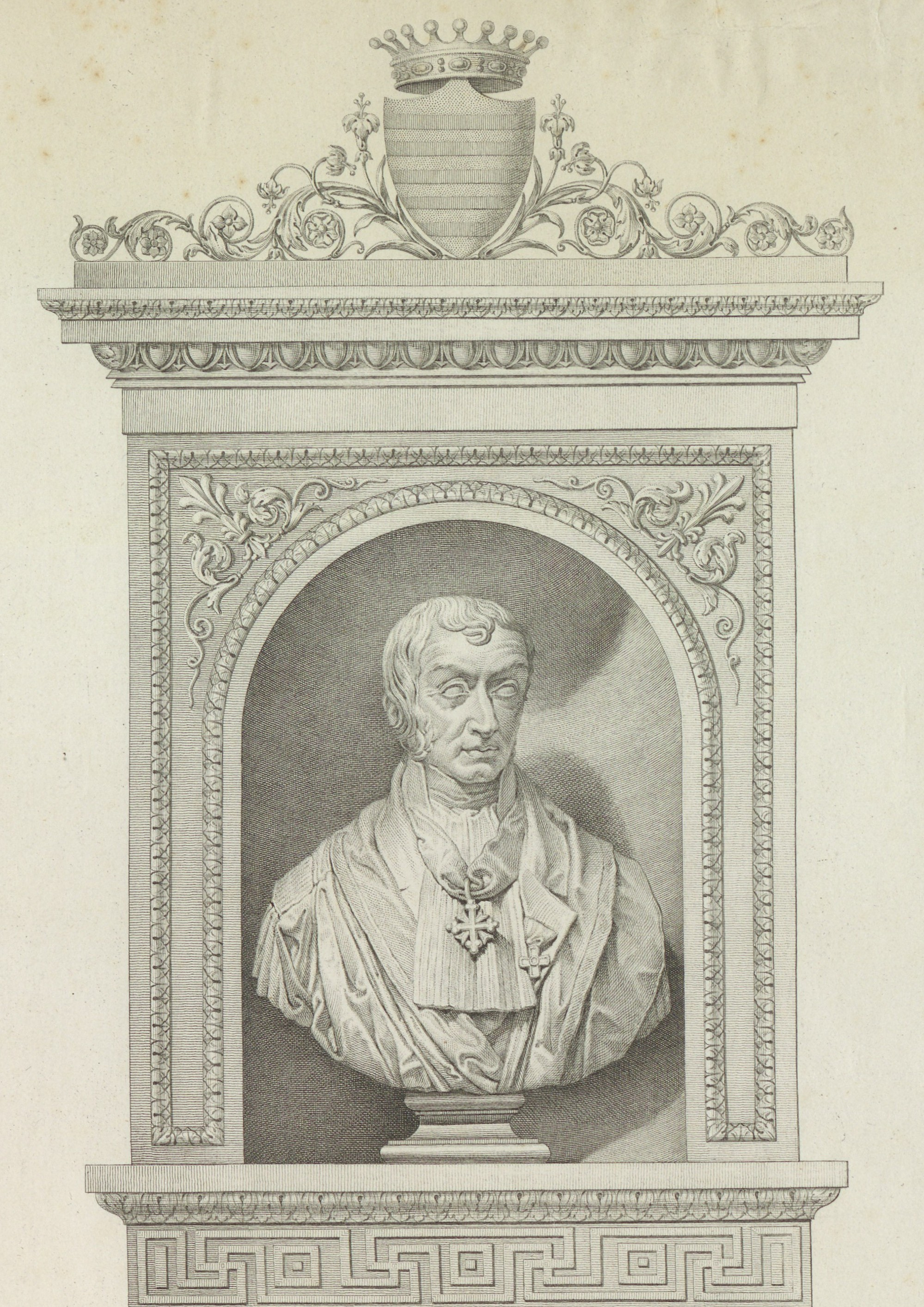
Amedeo Avogadro

아메데오 아보가드로(이탈리아어: Amedeo Avogadro, 1776년 8월 9일 ~ 1856년 7월 9일)은 이탈리아의 물리학자, 화학자이다. 본명은 로렌초 로마노 아메데오 카를로 아보가드로 디 콰레크나 에 디 세레토(이탈리아어: Lorenzo Romano Amedeo Carlo Avogadro di Quarequa e di Cerreto)이다.

## 생애
1776년 토리노에서 태어났으며, 그의 아버지는 당시 사르데냐 왕국 피에몬테 지방에서 법률가와 의회의원으로 활동하였다. 아보가드로 역시 법률공부를 하여 1796년 법학 박사 학위를 취득하였다. 그 후 법률가로 활동하면서 1800년초부터 수학과 물리학을 독학으로 공부하여 전기 등에 대한 논문을 발표하였다. 그 결과 1806년 토리노 대학교의 조교수가 되었고 1809년에는 왕립 베르첼리 대학의 자연 철학 교수가 되었다. 1815년에 결혼하여 6명의 자녀를 두었다. 1820년에는 토리노 대학교의 수리물리학 교수가 되었다. 또한 도량형 위원회 등 정부 기관에 관여하기도 하였다.
아보가드로는 외국어에 능통하여 그의 논문에는 프랑스어 논문이 많았으나, 살아있을 때에는 다른 화학자들과의 소극적인 접촉과 그의 연구를 그 스스로 인용하는 버릇으로 인해서 국내외에서 유명하지는 않았다. 그는 1850년에 토리노 대학교 교수 자리에서 은퇴하였고, 1856년, 80세를 일기로 토리노에서 사망하였다.

## 업적
아보가드로는 전기, 액체의 증류, 비열, 모세관, 원자의 부피에 대한 많은 논문을 썼고, 논문집 Fisica di corpi ponderabili 4권을 1837년부터 1841년까지 출판하였다.

### 아보가드로의 법칙

Mémoire sur les chaleurs spécifiques

아보가드로는 아보가드로의 법칙으로 가장 널리 알려져 있다. 아보가드로 법칙은, 기체의 종류가 다를지라도 온도와 압력이 같다면 일정 부피 안에 들어 있는 입자 수는 같다는 법칙이다. 실제로는 이상 기체에 한해서 성립한다.
이 법칙은 아보가드로 (1811). “프랑스어: Essai d'une manière de déterminer les masses relatives des molécules élémentaires des corps, et les proportions selon lesquelles elles entrent dans ces combinaisons →단위입자의 상대적 질량 및 이들의 결합비를 결정하는 하나의 방법”. 《프랑스어: Journal de physique》.라는 이름의 논문에 처음 나온 것으로, 처음에는 주목을 받지 못하였으나 아보가드로 사후 1860년 스타니슬라오 칸니차로가 카를스루에의 화학국제회의에서 아보가드로의 법칙에 대한 연구 결과를 발표함으로써 주목받기 시작하였다.
아보가드로는 이 논문에서 존 돌턴의 원자론에 입각하여 1808년에 발견된 조제프 루이 게이뤼삭의 기체 반응의 법칙을 기초로 하여 원자론을 더욱 발전시키기 위해 노력하였다. 기체 반응의 법칙은 반응하는 기체의 부피는 항상 간단한 정수비로 나타난다는 것인데, 이를 통해서 입자수도 간단한 정수 비가 성립할 것이라는 예측을 할 수 있다. 아보가드로는 이를 토대로 하여 같은 온도와 같은 압력 하에서 같은 부피의 기체는 같은 수의 입자를 포함하고 있다는 주장을 하였다.
이러한 주장은 이전까지의 원자설과 모순이 생길 수 있다. 당시는 홑원소물질 입자는 한 개의 원자라고 생각하였다. 따라서 아보가드로의 설명대로라면 부피비와 입자수비가 일치하지 않는 경우가 발생한다. 예를 들어, 수소 2부피, 산소 1부피가 결합하면 물 2부피가 생성된다. 현대의 방식으로 이를 표기하면 다음과 같다.
{\displaystyle {\rm {2H_{2}+O_{2}\ \longrightarrow \ 2H_{2}O}}}
그러나 당시의 돌턴의 원자설에 기초하면 다음과 같이 표기된다. 이 식에서의 입자수 비는 아보가드로의 설명과 일치하지 않다.
{\displaystyle {\rm {H+O\ \longrightarrow \ HO}}}
아보가드로는 이 문제를 해결하기 위해서 홑원소물질의 입자는 단일 입자로 되어있지 않다고 주장하였고, 수소, 산소, 질소 등의 기체가 이원자분자 상태로 존재한다고 주장하였다. 1811년에 그는 물, 질산, 아질산, 암모니아, 일산화 탄소, 염화 수소의 올바른 분자식을 제시하였으며, 1814년에는 이산화 탄소, 이황화 탄소, 이산화 황, 황화 수소의 분자식을 제시하였다. 이 외에도 그는 그의 법칙을 금속에도 적용하여 17종류의 금속의 원자량을 계산하기도 하였다.
또한 아보가드로의 법칙은 현대과학 중 이상기체의 계산에 기초가 된다는 점에서 의의를 가진다.
또한 입자갯수의 계산이 중요한 학문에서 기체를 사용할 수 있다는 아이디어를 제공하였다고 평가된다.

## 참고 문헌
- ed. by Cambridge University Press, Encyclopaedia Britannica: a dictionary of arts, sciences, literature and general information, 11th edition, London: Cambridge University Press, 1910~1911.
- ed. by Encyclopaedia Britannica, inc., The New Encyclopaedia britannica, 15th edition, Chicago: Encyclopaedia britannica, 2007.
- ed. by Grolier Incorporated., The Encyclopedia Americana, Danbury: Grolier, 1994.
- Oxtoby, D. W. et al., Principles of Modern Chemisty, 6th edition, Belmont: Thomson Brooks/Cole, 2007.
- 學園出版公社 事典編纂局 편, 《學園世界大百科事典》, 서울: 學園出版公社, 1993.